# Міцена ковпаковидна
Міцена ковпаковидна, сіро-рожева, дзвоникоподібна (Mycena galericulata) — вид грибів роду міцена (Mycena). Сучасну біномінальну назву надано у 1821 році.

## Будова
Конічна бліда сіро-коричнева шапинка, що вирівнюється з часом, має 2-5 см. Пластини білі, але пізніше набувають рожевого відтінку. Ніжка — гладенька, міцна, того самого відтінку, що і шапинка, до 8 см. На основі ніжки помітні вирости, що нагадують коріння. Споровий порошок білий. М'якуш має запах тухдлого борошна або редьки.

## Життєвий цикл
Плодові тіла з'являються у травні-листопаді.

## Поширення та середовище існування
Росте на мертвій деревині, пеньках у північній частині Європи та Америки. Розповсюджений по всій території України, включно з Кримом.

## Практичне використання
Вважається неїстівним, проте існують записи, що це смачний гриб.

## Галерея

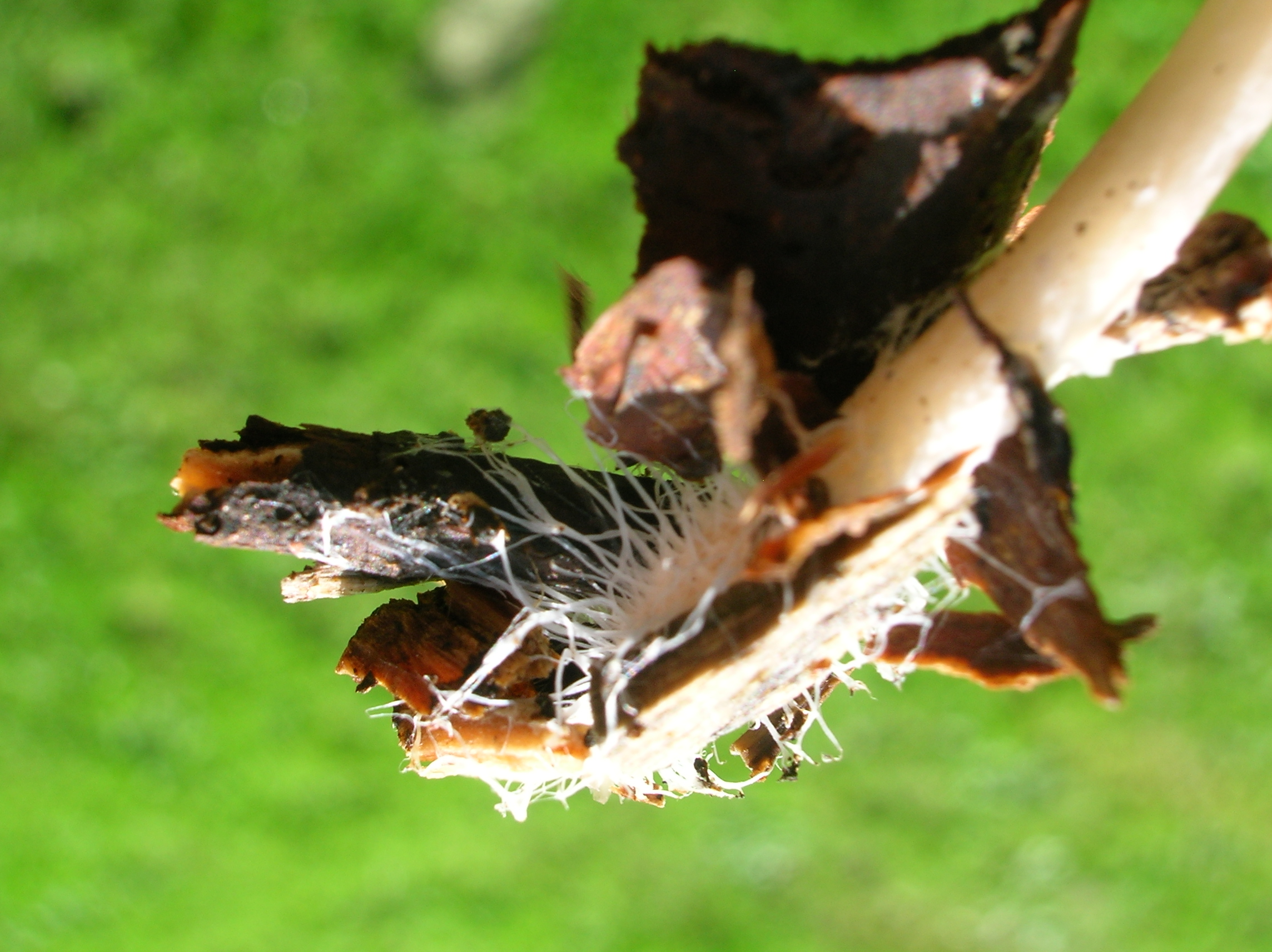
«Коріння» гриба
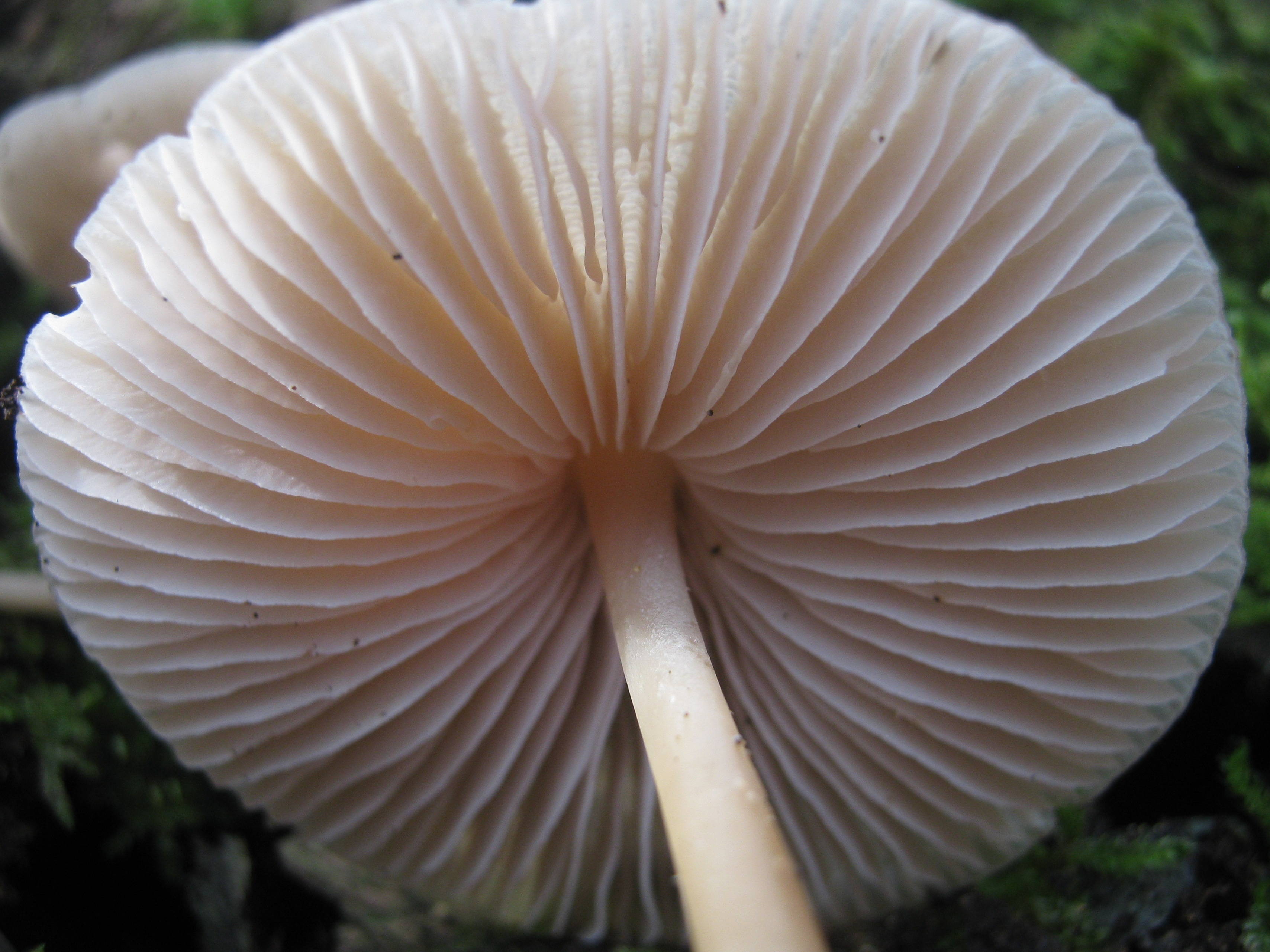
Пластини
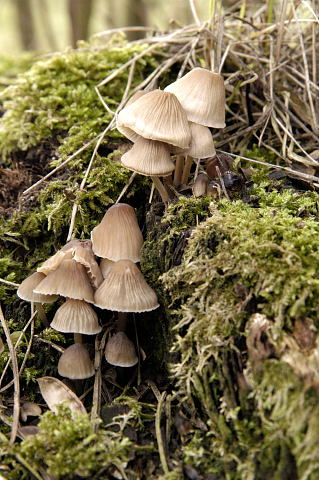
Група грибів
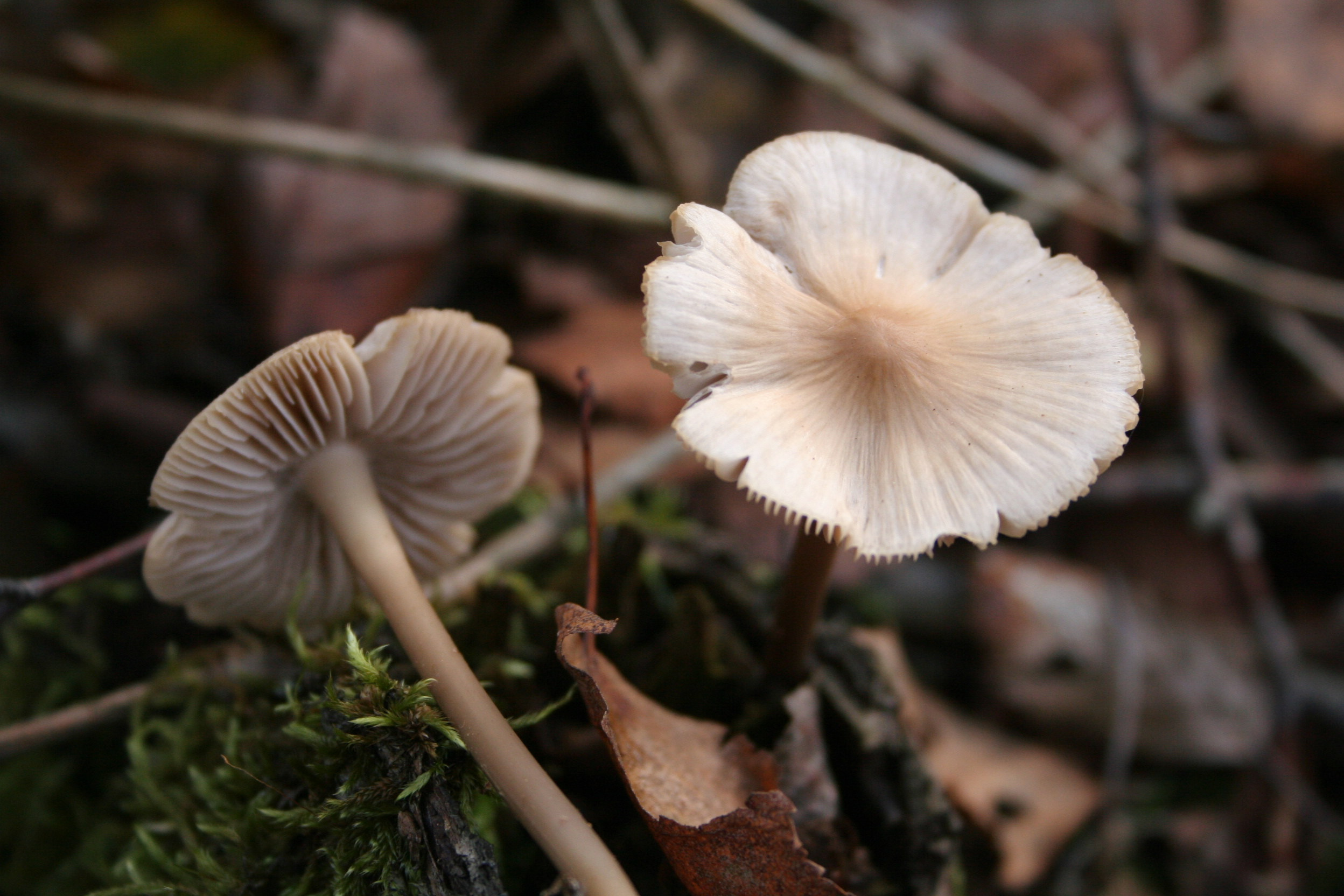
Розпростерта шапинка у старих грибів